# 平綏鐵路沿線作戰
平綏鐵路沿線作戰，發生於1937年8月4日至10月17日，日軍結束平津作戰後，集結兵力攻擊鐵路沿線之張家口、南口等地。戰鬥序列为：南口戰役（1937年8月8日至8月26日）、張家口戰鬥（1937年8月14日至8月26日）、大同戰鬥（1937年9月2日至9月12日）、集寧戰鬥（1937年9月6日至10月16日）。

## 经过
華北日军占领北平后:665，计划在华北、山西北部和绥远决战，企图以主力沿平汉铁路进攻河北保定、沧州一线，待保定作战后，再进攻石家庄、德县一线。另以一部在主力右翼，沿平绥铁路北攻南口:665。1937年8月初，日军编成关东军察哈尔派遣兵团，联合中国驻屯军一部沿平绥铁路东段进攻察哈尔，以“解除对中国驻屯军后侧及满洲国境的威胁，消灭察哈尔省内的中国军队”。中國任命傅作义为国民革命军第七集团军总司令，加强防御华北，负责平绥铁路东段。8月7日，国民革命军第十三军进入南口阵地。日軍在關東軍參謀長坂垣策劃下，以相當大兵力主攻南口，中方由湯恩伯部之王仲廉師苦守，8月9日，日军開始正式攻击:94。察哈尔境內日軍南攻張家口，激戰16天，8月下旬，南口失守，張家口亦陷:665。日军並攻陷怀来和延庆。8月29日，日军两支部队在宣化会合，防御平绥铁路西段的中国军队面临夹击危险，遂分头撤退。日军察哈尔派遣兵团随即在伪蒙骑兵协同下沿平绥铁路向西继续进攻。8月31日，日军中国驻屯军与到达的国内援军编组为华北方面军、第1軍和第2軍:82，连同关东军察哈尔派遣兵团在内，日军用于华北作战部队合计约37万人。8月底，「第一人民抗日聯軍（冀察晉邊區第五軍前身:49）」擁有1,500人，全河北省至少有2萬名遊擊隊:63。9月，日军为确保华北主力侧翼安全，以第5师团、察哈尔派遣兵团分东、西两路从北面进攻山西。9月11日，中国第二九九团孤军坚守天镇一週后失守。日軍進陷山西大同:665。9月13日，李服膺部在天鎮、陽高一線守護不力，大同棄守:95。9月中旬，日军逼近内长城，第二战区司令长官阎锡山在平型关、雁门关一线组织防御:83。

### 脚注
1. 1 2 3 4  郭廷以.  第3版. 香港: 中文大學出版社. 1986. ISBN 9622013538.
2. 1 2  李怡. . 台北: 力行書局. 1969.
3. 1 2  吴景平; 曹振威. . 第九卷（1937-1941）. 北京: 中华书局. 2011. ISBN 978-7-101-08001-8.
4. 1 2  伊斯雷爾·愛潑斯坦. . 香港: 和平圖書. 2016.

### 书目
- 《抗日戰史紀要》，中華民國國防部總政治作戰部，1996年4月，第17-26頁